# China 361° Cycling Team/Saison 2013
Dieser Artikel listet Erfolge und Fahrer des Radsportteams China 361° Cycling Team in der Saison 2013 auf.

## Zugänge – Abgänge
| Zugänge    | Team 2012             | Abgänge             | Team 2013              |
| ---------- | --------------------- | ------------------- | ---------------------- |
| Qi Ruidong | Gan Su Sports Lottery | Murodjon Xolmurodov | RTS-Santic Racing Team |
|            |                       | Yusup Abrekov       | Team Velo Reality      |
|            |                       | Vadim Shaehov       | Team Velo Reality      |
|            |                       | Konstantin Volik    | Team Velo Reality      |
|            |                       | Chen Libin          | Unbekannt              |
|            |                       | Luo Jianshi         | Unbekannt              |

## Mannschaft
| Name          | Geburtstag         | Nationalität        |
| ------------- | ------------------ | ------------------- |
| Chen Yuanjun  | 28. März 1989      | Volksrepublik China |
| Fu Zhongchen  | 30. August 1992    | Volksrepublik China |
| Li Xiaogang   | 6. Mai 1991        | Volksrepublik China |
| Lian Jinlong  | 13. Januar 1989    | Volksrepublik China |
| Liu Dingchang | 26. April 1990     | Volksrepublik China |
| Liu Xinping   | 20. Oktober 1989   | Volksrepublik China |
| Man Yi        | 12. September 1989 | Volksrepublik China |
| Ping Qin      | 12. Februar 1984   | Volksrepublik China |
| Qi Ruidong    | 9. Juni 1993       | Volksrepublik China |
| Wu Xuanfu     | 8. Juni 1989       | Volksrepublik China |